# Erik Ohlsson

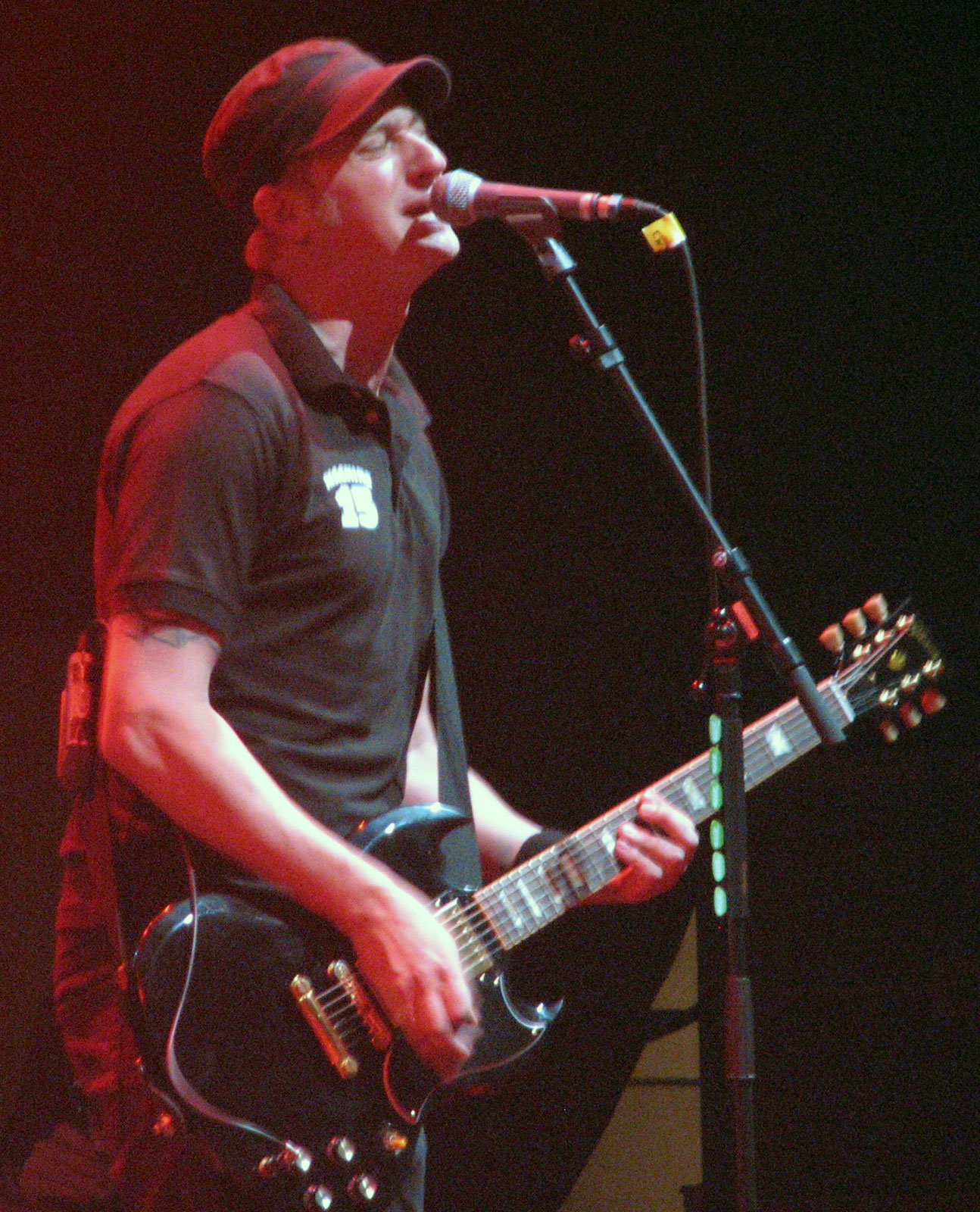
Erik Ohlsson

Erik Ohlsson (ur. 2 lipca 1975 w Örebro w Szwecji) – główny gitarzysta szwedzkiej punkrockowej grupy muzycznej Millencolin.
Erik jest również głównym projektantem okładek płyt, koszulek zespołu oraz twórcą strony internetowej. Pracuje również jako projektant graficzny w Eckhouse Design. Erik był również montażystą widea zepsołu Hi8 Adventures, które wydane zostało w 1998. Gitarzysta uprawia skateboarding, tak jak inni członkowie zespołu (jedynie Fredrik Larzon nie jeździ na deskorolce).